# Bothriophryne dispar
Bothriophryne dispar är en stekelart som beskrevs av Compere 1939. Bothriophryne dispar ingår i släktet Bothriophryne och familjen sköldlussteklar.
Artens utbredningsområde är Tanzania. Inga underarter finns listade.